# Лоренцо Райт
Лоренцо Крістофер Райт (англ. Lorenzo Christopher Wright; нар. 9 грудня 1926 — пом. 27 березня 1972) — американський легкоатлет, який спеціалізувався в бігу на короткі дистанції та стрибках у довжину.

## Із життєпису
Олімпійський чемпіон в естафеті 4×100 метрів (1948).
4-е місце на Олімпіаді-1948 у стрибках у довжину.
По закінченні спортивної кар'єри працював легкоатлетичним адміністратором у шкільній системі Детройта.
Трагічно загинув у 1972 внаслідок вбивства (був зарізаний ножем) дружиною під час сварки .

## Основні міжнародні виступи
| Рік  | Змагання         | Місто   | Місце            | Дисципліна | Примітки |
| ---- | ---------------- | ------- | ---------------- | ---------- | -------- |
| 1948 | Олімпійські ігри | Лондон  | 4                | довжина    |          |
| 1948 | 1                | 4×100 м | Відео на YouTube |            |          |